# Conus kalafuti
Conus kalafuti é uma espécie de gastrópode do gênero Conus, pertencente à família Conidae.